# Těchnice
Těchnice (německy Tiechnitz) jsou zaniklá vesnice v okrese Příbram ve Středočeském kraji. Nacházela se u břehu řeky Vltavy. Úředně zanikla v roce 1957, poté byla vysídlena a zatopena kvůli výstavbě vodní nádrže Orlík. Nedaleko původní vesnice stojí stejnojmenná chatová osada s 35 čísly evidenčními.
Těchnice se připomínají od 14. století. Stál v nich kostel svatého Štěpána.
Stále existuje stejnojmenné katastrální území Těchnice o rozloze 1 035 ha, které je součástí nedaleké obce Bohostice.
| Rok            | 1869 | 1880 | 1890 | 1900 | 1910 | 1921 | 1930 | 1950 |
| -------------- | ---- | ---- | ---- | ---- | ---- | ---- | ---- | ---- |
| Počet obyvatel | 368  | 363  | 321  | 317  | 277  | 246  | 212  | 92   |
| Počet domů     | 49   | 48   | 51   | 51   | 48   | 49   | 49   | 50   |